# Oriade (Nigeria)
Oriade è una delle trenta aree a governo locale (local government area) in cui è suddiviso lo stato di Osun, in Nigeria.
Estesa su una superficie di 465 chilometri quadrati, conta una popolazione di 148.617 abitanti.